# Narcissus atlanticus
Narcissus atlanticus är en amaryllisväxtart som beskrevs av Stern. Narcissus atlanticus ingår i släktet narcisser, och familjen amaryllisväxter.
Artens utbredningsområde är Marocko. Inga underarter finns listade i Catalogue of Life.